# Фрёлих, Герберт
Герберт Фрёлих (нем. Herbert Fröhlich; 9 мая 1905 — 21 января 1991) — немецко-британский физик. Член Лондонского королевского общества. Лауреат медали им. Макса Планка 1972 года.
Брат известного математика Альбрехта Фрёлиха.

## Биография
В 1927 году Фрёлих поступил в Мюнхенский университет, где в 1930 году получил докторскую степень. Затем некоторое время являлся приват-доцентом во Фрайбургский университет.
В 1933 году из-за растущего в Германии антисемитизма и националистического движения «Немецкая физика» уехал из Германии и по приглашению Якова Френкеля присоединился к ФТИ в Ленинграде. В 1935 году, опасаясь за свою жизнь, был вынужден переехать в Великобританию. До 1948 года работал в университете Бристоля. По приглашению Джеймса Чедвика, возглавил кафедру теоретической физики в Ливерпульском университете.
С 1973 года — профессор Солфордского университета, сохраняя при этом статус эмерита в Ливерпуле, полученный им в 1976 году.
В 1981 году стал приглашённым профессором университета Пердью.